# Lucio Ambruzzi
Lucio Ambruzzi, lexicógrafo, gramático e hispanista italiano.

## Biografía
Regentó la cátedra de español en la Facultad de Economía y Comercio de la Universidad de Turín. Tradujo algunas obras españolas al italiano y compuso numerosas obras de enseñanza del español y del italiano como lengua extranjera. Escribió Echi Ispanici (Torino: Società Editrice Internazionale, 1936); Grammatica Spagnola. Con numerosi esercizi, note di grammatica storica, 850 proverbi e modi di dire, e molte illustrazioni (Torino: Società Editrice Internazionale, 1955) y un importante y famoso Nuovo Dizionario Spagnolo-Italiano e Italiano-Spagnolo. I. Spagnolo-Italiano (Turín: G. P. Paravia & C., 1949), que fue ampliado en sucesivas ediciones hasta la séptima (1973), al cuidado de su viuda Vera Abruzzi. También fue antologista de la literatura italiana para españoles (Fiori d'Italia. Scelta di prose e poesie con annotazioni e commento in spagnolo e tavole fuori testo, 1939 y 1940, 2 vols.) y compuso gramáticas didácticas de italiano para españoles.
- Datos: Q5982223